# Geraise
Geraise é uma comuna francesa na região administrativa de Borgonha-Franco-Condado, no departamento de Jura. Estende-se por uma área de 6,04 km². Em 2010 a comuna tinha 43 habitantes (densidade: 7,1 hab./km²).